# Syrphoctonus canaliculatus
Syrphoctonus canaliculatus là một loài tò vò trong họ Ichneumonidae.